# مجلس معايير التقييم الدولية
مجلس معايير التقييم الدولية (IVSC) عبارة عن منظمة من منظمات القطاع الخاص تتسم بالاستقلالية ولا تهدف إلى الربح تم تأسيسها في الولايات المتحدة ومقرها الرئيسي في لندن. ويقوم مجلس معايير التقييم الدولية بتطوير والترويج للمعايير الفنية والأخلاقية  من أجل إجراء عمليات التقييم التي يعتمد عليها المستثمرين وغيرهم.
ومجلس معايير التقييم الدولية مسئول عن تطوير معايير التقييم الدولية والإرشادات الفنية المقترنة بها. ولضمان حماية مصالح العامة بكل فاعلية، فإنه يشارك كذلك مع الجهات الأخرى التي تنشط في مجال تنظيم الأسواق المالية لضمان فهم وعكس الأمور المرتبطة بالتقييم.
ويخضع مجلس معايير التقييم الدولية لإدارة مجلس أمناء مسئول عن التوجيه الإستراتيجي للمجلس وتمويله. في سبتمبر من عام 2012، تم تعيين السير ديفيد تويدي رئيسًا لمجلس الأمناء. والأمناء مسئولون عن تعيين مجلسين تشغيليين مستقلين:
مجلس المعايير لمجلس معايير التقييم الدولية، وهو مسئول عن تطوير والحفاظ على معايير التقييم الدولية، بالإضافة إلى وضع الإرشادات الفنية اللازمة لدعم المعايير. ويترأسه حاليًا ستيفن جيه شيرمان، وهو شريك في شركة كي بي إم جي الأمريكية، كما أنه يترأس لجنة التقييمات العالمية في نفس الشركة.
المجلس الاحترافي لمجلس معايير التقييم الدولية، وهو مسئول عن تطوير الاحترافية التقييمية على الصعيد العالمي من خلال الترويج للتعليم المتسق ومعايير السلوك الأخلاقي والاحترافي. ويترأسه حاليًا جريجوري فرسيز، وهو مدير في مجال التقييم في شركة دلويت فاينانشال أدفايزوري سيرفيسيز إل إل بي في الولايات المتحدة.
ولتطوير المعايير والإرشادات الفنية الصادرة عنه، يتبع مجلس معايير التقييم الدولية عملية لإصدار أبحاث المناقشات والكشف عن المسودات من أجل التعليق العام. وتكون اجتماعات مجلس المعايير والمجلس الاحترافي مفتوحة لحضور المراقبين.
وقد قام مجلس معايير التقييم الدولية بنشر مجموعة من معايير التقييم الدولية المحدثة  في يوليو من عام 2011، وتشتمل خطة العمل له على العديد من المشروعات المتنوعة لتطوير المعايير والإرشادات الفنية بشكل أكبر.
ويعمل مجلس معايير التقييم الدولية بالتعاون مع مؤسسات التقييم الاحترافية القومية ومع المستخدمين ومعدي التقييمات والحكومات والمنظمين والجهات الأكاديمية، وكلها يمكن أن تصبح أعضاءً في المجلس وأن تلعب دورًا في تقديم الإرشادات للمجلسين فيما يتعلق بأولويات جداول أعمالهما.

## وصلات خارجية
- IVSC website